# چولا ویستا، شهرستان ماوریک، تگزاس
چولا ویستا (به انگلیسی: Chula Vista) یک منطقهٔ مسکونی در ایالات متحده آمریکا است که در شهرستان ماوریک، تگزاس واقع شده‌است. چولا ویستا ۷٫۹ کیلومتر مربع مساحت و ۳٬۴۰۰ نفر جمعیت دارد و ۲۴۷ متر بالاتر از سطح دریا واقع شده‌است.